# Pearson Jordan
Pearson Jordan, född 23 oktober 1950, död 20 mars 2020, var en friidrottare från Barbados. Han deltog vid olympiska sommarspelen 1976.